# Fjärrpatrull

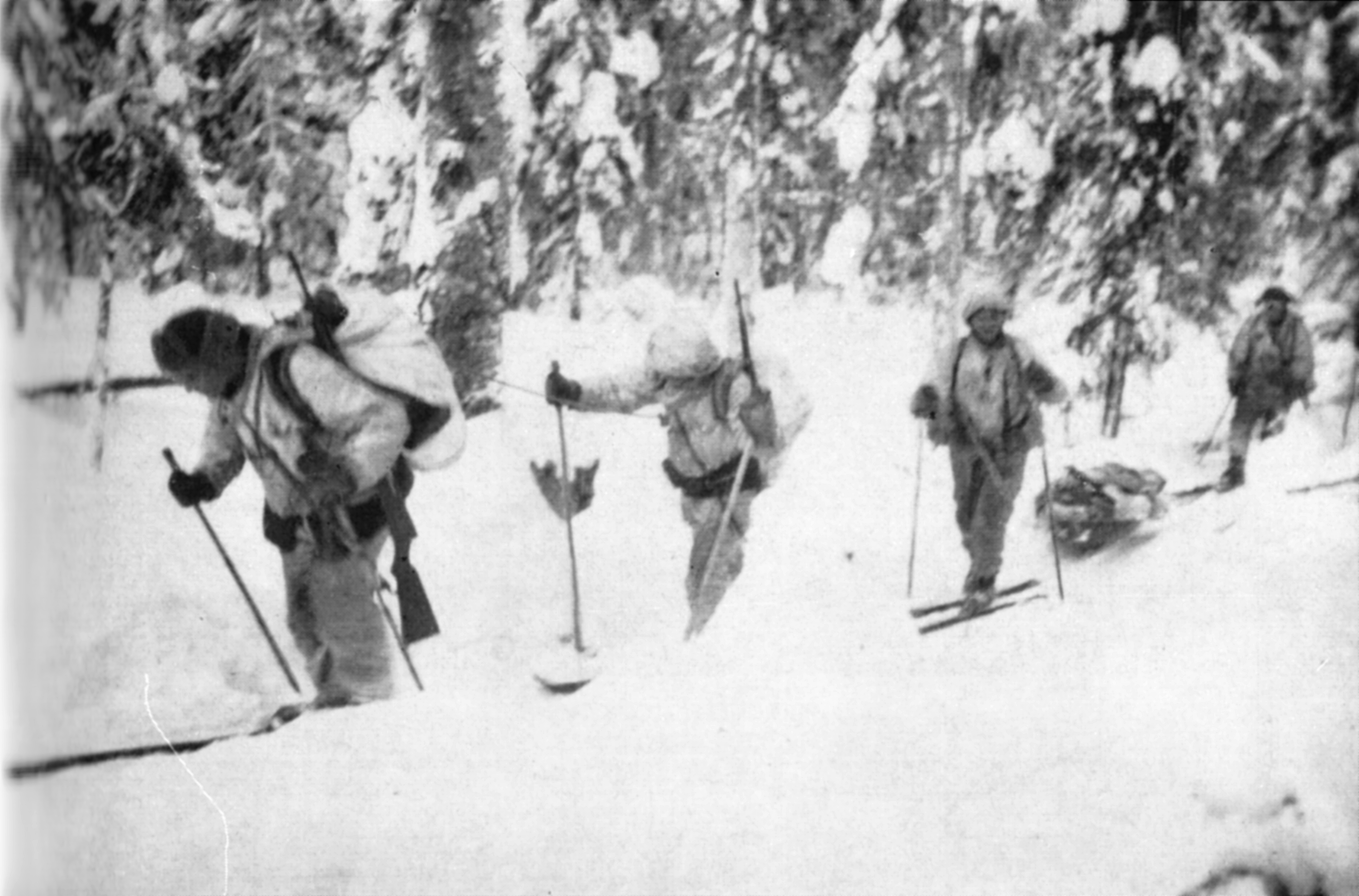
Fjärrpatrull under fortsättningskriget

Fjärrpatrull var de finska fjärrspaningsenheter som bedrev underrättelseinhämtning och sabotage långt in på sovjetiskt territorium under andra världskriget.
Fjärrpatruller började användas under vinterkriget, men fanns även under mellanfreden 1940–41, då patrullerna inte bar uniform och enbart utförde spaning. Under fortsättningskriget fick patrullerna en fastare och mer effektiv organisation när de ombildades till IV enskilda bataljonen. Då fick förbandet även fler resurser som till exempel amfibieflygplan (Heinkel He 115) och bärbara radioapparater, den så kallade tårradion. De svenska fallskärmsjägarna har bland annat hämtat inspiration ifrån de finska Fjärrpatrullerna.

## Annan information
- Jukka L. Mäkelä (1969). OsKus fjärrpatruller. Stockholm: Rabén & Sjögren